# Mike Richardson
Mike Richardson (né le 29 juin 1950 à Milwaukie) est un éditeur de bande dessinée, scénariste, producteur et libraire américain, fondateur en 1986 de Dark Horse Comics.

## Biographie
Lancée pour répondre aux demandes d'auteurs désireux de publier des projets ambitieux dont ils conserveraient les droits, Dark Horse est vite devenue l'une des plus grosses maisons d'édition de comics indépendante (Concrete, 300, The Goon, Hellboy), une pionnière du marché du manga dans les années 1990 (Lone Wolf and Cub, Ghost in the Shell) et de l'adaptation en bande dessinée de films contemporains (Star Wars. Richardson édite toujours l'anthologie Dark Horse Presents, sa première publication, et écrit périodiquement des scénarios.
Outre Dark Horse, Richardson dirige également la chaîne de librairies Things From Another World, issue de Pegasus Fantasy Books, le magasin qu'il avait lancé en 1980, et Dark Horse Entertainment, filiale médias de Dark Horse, qui l'a conduit à co-produire de nombreux films.

## Filmographie
- 2013 : RIPD : Brigade fantôme (RIPD: Rest in Peace Department) de Robert Schwentke
- 2019 : Hellboy de Neil Marshall
- 2022 : R.I.P.D 2 : Le Réveil des Damnés (R.I.P.D. 2: Rise of the Damned) de Paul Leyden
- 2024 : Hellboy: The Crooked Man de Brian Taylor

## Prix
- 1999 :  Prix Haxtur du meilleur scénario pour Star Wars : L'Empire écarlate (avec Randy Stradley)
- 2007 : Prix Emmy des arts créatifs de la meilleure émission spéciale de variété, musicale ou comique pour Mr. Warmth: The Don Rickles Project (en) (production)
- 2012-14 : Prix Eisner de la meilleure anthologie pour Dark Horse Presents
- 2012-15 : Prix Harvey de la meilleure anthologie pour Dark Horse Presents